# Беньондзиці
Беньондзиці (пол. Bieniądzice) — село в Польщі, у гміні Велюнь Велюнського повіту Лодзинського воєводства.
Населення — 210 осіб (2011).
У 1975-1998 роках село належало до Серадзького воєводства.

## Демографія
Демографічна структура станом на 31 березня 2011 року:
|          | Загалом | Допрацездатний вік | Працездатний вік | Постпрацездатний вік |
| -------- | ------- | ------------------ | ---------------- | -------------------- |
| Чоловіки | 98      | 20                 | 68               | 10                   |
| Жінки    | 112     | 18                 | 63               | 31                   |
| Разом    | 210     | 38                 | 131              | 41                   |